# Măsuri de siguranță (drept penal)
În dreptul penal, măsurile de siguranță reprezintă un anumit tip de sancțiune penală ce pot fi adoptate de către instanța de judecată cu scopul de a evita comiterea vreunei infracțiuni în viitor. 
Pentru a-i putea fi aplicate măsuri de siguranță, infractorul nu necesită neapărat să fie imputabil, acestea putând fi dispuse în cazul unei cauze neimputabile, dar nu și în prezența uneia nejustificate. Cu alte cuvinte, un judecător poate dispune de măsuri de siguranță în cazul unei persoane și dacă nu se știe cu siguranță dacă aceasta a comis vreo infracțiune, atâta timp cât se cunoaște că aceasta reprezintă un pericol pentru societate.
Prin natura lor, măsurile de siguranță, determină o restrângere a exercițiului unor drepturi. În dreptul român, această restrângere intră sub incidența articolului 53, alineatul (1) din Constituție, conform căruia drepturile cetățenilor pot fi restrânse doar prin intermediul legii.

## Bibligorafie

### Legi
- Constituția României, 2003.

### Jurisprudență
- Duvac, C.; Drept penal român, Vol. I, Editura Hamangiu, București, 2021.
- Streteanu, F; Nițu, D; Drept penal; Partea generală, editura Universul Juridic, București, 2014.